# Hammam Sidi Yahia El Aidli
 (juillet 2016).
Si vous disposez d'ouvrages ou d'articles de référence ou si vous connaissez des sites web de qualité traitant du thème abordé ici, merci de compléter l'article en donnant les références utiles à sa vérifiabilité et en les liant à la section « Notes et références ».
Hammam Sidi Yahia El Aidli est une station thermale située entre les communes  de Bouhamza et Tamokra, dans la wilaya de Béjaïa, fondée au XVe siècle par le savant mystique soufi Sidi Yahia El Aidli.

## Situation
La station thermale de Hammam Sidi Yahia El Aidli est située entre les communes  de Bouhamza et Tamokra, dans la wilaya de Béjaïa, à 20 km au sud de la ville d'Akbou.
La source est située dans une ravine rocheuse, au bord de l'oued Bou Sellam, où se déversent ses eaux.

## Caractéristiques et infrastructures
Caractéristiques de la source :
- température de l'eau : entre 35° et 45°
- débit :

## Structures d'accueil
Le hammam dépend de la zaouia de Sidi Yahia El Aidli à Tamokra qui vit uniquement des dons des fidèles. L'accès à la station et au bain est totalement gratuit.
L'infrastructure de la station se limite à une construction abritant le bain réservés alternativement aux hommes et aux femmes.